# Maoridaphne
Maoridaphne é um gênero de gastrópodes pertencente a família Raphitomidae.

## Espécies
- †Maoridaphne clifdenica (Laws, 1939)
- †Maoridaphne haroldi Powell, 1942
- †Maoridaphne kaiparica (Laws, 1939)

Espécies trazidas para a sinonímia
- Maoridaphne supracancellata (Schepman, 1913):[2] sinônimo de Kuroshiodaphne supracancellata (Schepman, 1913)